# زیردریایی کلاس لیما
زیردریایی کلاس لیما (به انگلیسی: Lima-class submarine) یک کلاس از زیردریایی است.